# Micheline Calmy-Rey
Micheline Calmy-Rey (Sion, 8 de julho de 1945) é uma política suíça e antiga presidente do Conselho Federal, o principal órgão do Poder Executivo do país. Foi eleita conselheira federal em 2003 (então encarregada das Relações Exteriores), e foi Presidente da Confederação em 2007. Em 2010, foi eleita à vice-presidência da Confederação para os dois meses de novembro e dezembro de 2010, antes de ser escolhida pela segunda vez, em 8 de dezembro de 2010, para o cargo de Presidente da Confederação, a ser exercido no ano de 2011, o seu último ano como membro do órgão. Na votação de dezembro de 2010, Calmy-Rey obteve 106 votos de 189 boletins válidos (o pior resultado da história para esse tipo de eleição na Suíça).
Calmy-Rey é membro do Partido Socialista Suíço.